# Pingasa decristata
Pingasa decristata là một loài bướm đêm trong họ Geometridae.